# Harżis
Harżis – wieś w Armenii, w prowincji Sjunik. W 2011 roku liczyła 879 mieszkańców.